# 邁克·克拉克
邁克·克拉克（英語：Michael Clarke；1981年4月2日—）是一位澳大利亞板球運動員。他也是澳大利亞板球國家隊現在的隊長。